# Schritt für Schritt (Album)
Schritt für Schritt ist das Debütalbum der deutschen R&B-, Soul- und Popsängerin Nadja Benaissa. Alle Songs wurden von Benaissa mitgeschrieben und mitkomponiert. Sie ist auch Executive Producerin des Albums. Schritt für Schritt erschien am 24. Februar 2006 bei Universal Music Group.

## Hintergrund
Nach der Trennung der No Angels Ende des Jahres 2003 zog sich Benaissa zunächst aus dem Rampenlicht zurück, um sich um ihre Tochter zu kümmern und die Karriere mit den No Angels zu reflektieren. Im Anschluss an diese Kreativpause begann Benaissa Songs für ihr erstes Album zu schreiben und zu komponieren. Im Jahr 2005 unterschrieb sie einen Plattenvertrag bei Universal. Im September des gleichen Jahres erschien ihre erste Single Es ist Liebe. Am 10. Februar 2006 erschien Ich hab dich als zweite Single. Die Singleversion von Ich hab dich wurde von Paul NZA produziert und unterscheidet sich von der durch Tino Oac produzierten Albumversion des Songs.
Nach einer Verschiebung des Albums von Oktober 2005 auf Februar 2006, erschien Schritt für Schritt am 24. Februar 2006. Benaissa hat alle Songs des Albums mitgeschrieben, mitkomponiert und teilweise auch mitproduziert. 

## Stil und Musik
Das Album ist der Soulmusik mit Elementen des Genres R&B zuzuordnen. In einem Interview beschrieb Benaissa, dass alle Songs ihres Albums autobiografisch sind und ihr Gefühlsleben, ihre Erfahrungen und Erlebnisse zum Ausdruck bringen. Ihr sei es wichtig gewesen, dass das Album unterschiedliche Facetten des Lebens widerspiegelt und daher sowohl glückliche als auch traurige Songs enthält. Als Inspiration für das Album nannte Benaissa die Soulsänger Aretha Franklin, Mary J. Blige und Marvin Gaye.

## Tracklist
| Nr.          | Titel               | Autor(en)                              | Länge    |
| ------------ | ------------------- | -------------------------------------- | -------- |
| 1.           | Intro               | Giuseppe Porrello                      | 0:46     |
| 2.           | Schritt für Schritt | Nadja Benaissa, Porrello               | 3:31     |
| 3.           | Augenblick          | Benaissa, Frank Lotz, Karsten Chemnitz | 4:40     |
| 4.           | Leila (Skit)        | Benaissa, Tino Oac                     | 0:33     |
| 5.           | Es ist Liebe        | Benaissa, Oac                          | 3:57     |
| 6.           | Alles was du suchst | Benaissa, Porrello                     | 4:12     |
| 7.           | Herzschlag          | Benaissa, DJ Release                   | 4:33     |
| 8.           | Leila               | Benaissa, DJ Release                   | 4:30     |
| 9.           | Weitergehen         | Benaissa, Oac                          | 5:11     |
| 10.          | Ich hab dich        | Benaissa, Oac                          | 5:10     |
| 11.          | Alte Wunden         | Benaissa, George Winston               | 4:22     |
| 12.          | Immer noch          | Benaissa, Porrello                     | 4:27     |
| 13.          | Die Welt            | Benaissa, Oac                          | 5:05     |
| 14.          | Vater               | Benaissa, DJ Release                   | 5:56     |
| 15.          | Alles führt zu dir  | Benaissa, Porrello                     | 3:15     |
| Gesamtlänge: | Gesamtlänge:        | Gesamtlänge:                           | 00:57:38 |

## Promotion
Kurz nach der Veröffentlichung ihrer ersten Single Es ist Liebe trat Benaissa im November und Dezember 2005 bei insgesamt sechs Konzerten auf der Tour von Simply Red im Vorprogramm auf. Mit ihrer zweiten Single Ich hab dich nahm Benaissa für Hessen beim zweiten Bundesvision Song Contest teil, bei dem sie Platz vier hinter Seeed, In Extremo und Revolverheld belegte. Eine Woche vor der Veröffentlichung von Schritt für Schritt erschien am 17. Februar 2006 die Erstausgabe von Emotion, einem neuen Frauenmagazin von Gruner + Jahr. Als Beilage zum Heft, das eine Druckauflage von 375.000 Exemplaren umfasste, erhielten Käufer die EP Know Your Emotion von Benaissa in einer Papierfenstertasche. Die EP enthält den für das Magazin komponierten Song Know Your Emotion sowie die Single Es ist Liebe und den Song Augenblick.

## Rezeption

### Rezensionen
Obwohl die Soulmusik Benaissas "viel Zuspruch von Soul-Kennern" erfährt, sind die Kritiken für Schritt für Schritt eher durchschnittlich:
- Marburg extra: "[...] mehr noch [...] überzeugt ihr Solodebüt. Langsamer Soul mit nachdenklichen Texten, samtweiche Balladen [...]. Einfach kuschelig."[15]
- kulturnews.de: "Nadja [...] wirkt authentisch. Doch sie hat das Problem vieler Überzeugungstäter [...]: Ihr Blick für die Qualität des eigenen Tuns ist getrübt."[16]
- CDstarts.de: "[...] kann sich „Schritt für Schritt“ nicht aus dem Bereich des unteren Durchschnitts befreien. So können neben den beiden Singles nur noch [...] „Weitergehen“ und [...] „Die Welt“ überzeugen."[17]

### Charts und Chartplatzierungen
Schritt für Schritt platzierte sich auf Platz 71 der deutschen Albumcharts und hielt sich dort für eine Woche. Die Single Es ist Liebe erreichte Platz 63 in den deutschen Singlecharts und hielt sich dort drei Wochen. Die Single Ich hab dich erreichte Platz 36 und blieb vier Wochen in den deutschen Singlecharts.

### Auszeichnungen
Beim deutschen Musikpreis 1 Live Krone wurde Benaissa in der Kategorie Beste Künstlerin nominiert.